# Laoshan Velodrome
Il Laoshan Velodrome (cinese tradizionale: 老山自行車館; pinyin: Lǎoshān Zìxíngchēguǎn) è un velodromo situato a Laoshan, Distretto di Shijingshan, Pechino, Cina, progettato dalla Schuerman Architects, conosciuta per la progettazione di molti altri impianti per competizioni internazionali come l'ADT Event Center di Carson, California, e l'Uci Cycling Center di Aigle, in Svizzera.
Costruito in occasione dei Giochi della XXIX Olimpiade che si sono disputati nel 2008 nella stessa Pechino, è testato per la prima volta durante la Coppa del Mondo di ciclismo su pista del dicembre 2007.
Ha una capacità di 6.000 spettatori, una pista ovale lunga 250 metri e copre una superficie complessiva di 32.920 metri quadrati.
Dopo i Giochi è stato usato per ospitare competizioni nazionali ed internazionali di ciclismo su pista. La sua capacità può essere ridotta fino a 3.500 spettatori.